# Jacques François Collet
Jacques François Collet (Verviers, 26 maart 1778 – 8 april 1833) was lid van het Belgisch Nationaal Congres.

## Levensloop
In het Verenigd Koninkrijk der Nederlanden was Collet Tweede Kamerlid.
De kiezers van het arrondissement Verviers stuurden hem in november 1830 naar het Nationaal Congres, waar hij de meeste zittingen bijwoonde maar nooit het woord nam. Hij bracht zijn stem zeer persoonlijk uit. Zo stemde hij in met de onafhankelijkheidsverklaring maar bleef afwezig toen over de eeuwigdurende uitsluiting van de Nassaus werd gestemd. Hij stemde voor de kandidaat-koning Lodewijk van Orléans, hertog van Nemours, maar was opnieuw afwezig toen voor regent Surlet de Chokier moest worden gestemd. Bij de cruciale stemming over Leopold van Saksen-Coburg stemde hij tegen deze kandidaat, met als verklaring dat het niet de geschikte tijd hiervoor was. Hij stemde tegen de aanvaarding van het Verdrag der XVIII artikelen.
In de politieke categorieën werd hij (op niet zo duidelijke basis) ondergebracht bij de antiklerikale liberalen. Na het einde van de werkzaamheden van het Congres, keerde hij naar Verviers terug.

## Familie en nageslacht
Jacques Collet was de zoon van Jacques-Ignace Collet (1733-1790) en Angeline de Franquinet (1740-1806). Hij was getrouwd in 1808 met Adelaïde Soumagne (1787-1858). Hij was de vader van senator Armand Collet en de voorvader van onder meer baron Pierre de Bonvoisin, als volgt:
- Jacques-François Collet
  - Léopold de Neuville (1827-1854) x Clémentine Collet (1827-1891)
    - Jean-Frédéric Modera (1842-1920) x Marie-Adelaïde de Neuville (1840-1940)
      - Paul Bonvoisin (1875-1937) x Cécile Modera (1879-1919)
        - Pierre de Bonvoisin (1903-1982) x Elisabeth Galopin (1910-1998).

Pierre de Bonvoisin werd voorzitter van de Bank Société Générale en trouwde met de dochter van de gouverneur van de Nationale Bank van België Alexandre Galopin (in 1944 vermoord door Belgische collaborateurs van de bende Robert Verbelen).
Pierre de Bonvoisin had een zoon, Benoît de Bonvoisin, die, ongehuwd gebleven, heel wat controverses heeft veroorzaakt. Een andere zoon, Pierre-Alexandre de Bonvoisin, is getrouwd met burggravin Véronique de Jonghe d'Ardoye (huwelijk ontbonden in 1998). Een dochter van Pierre de Bonvoisin, Marie-Cécile de Bonvoisin, is getrouwd met graaf Hervé d'Ursel en een andere dochter, Marie-Françoise de Bonvoisin, met prins Bernard de Merode. Er zijn drie kleinkinderen de Bonvoisin, vier kleinkinderen d'Ursel en twee kleinkinderen de Merode.